# Siglufjörður
Siglufjörður – miasto w północnej Islandii, w północnej części półwyspu Tröllaskagi, na brzegu fiordu o tej samej nazwie. Otaczają je szczyty górskie sięgające 900–950 m n.p.m. Stanowi najbardziej wysunięte na północ miasto na wyspie. Na początku 2018 r. zamieszkiwało je 1183 osoby.

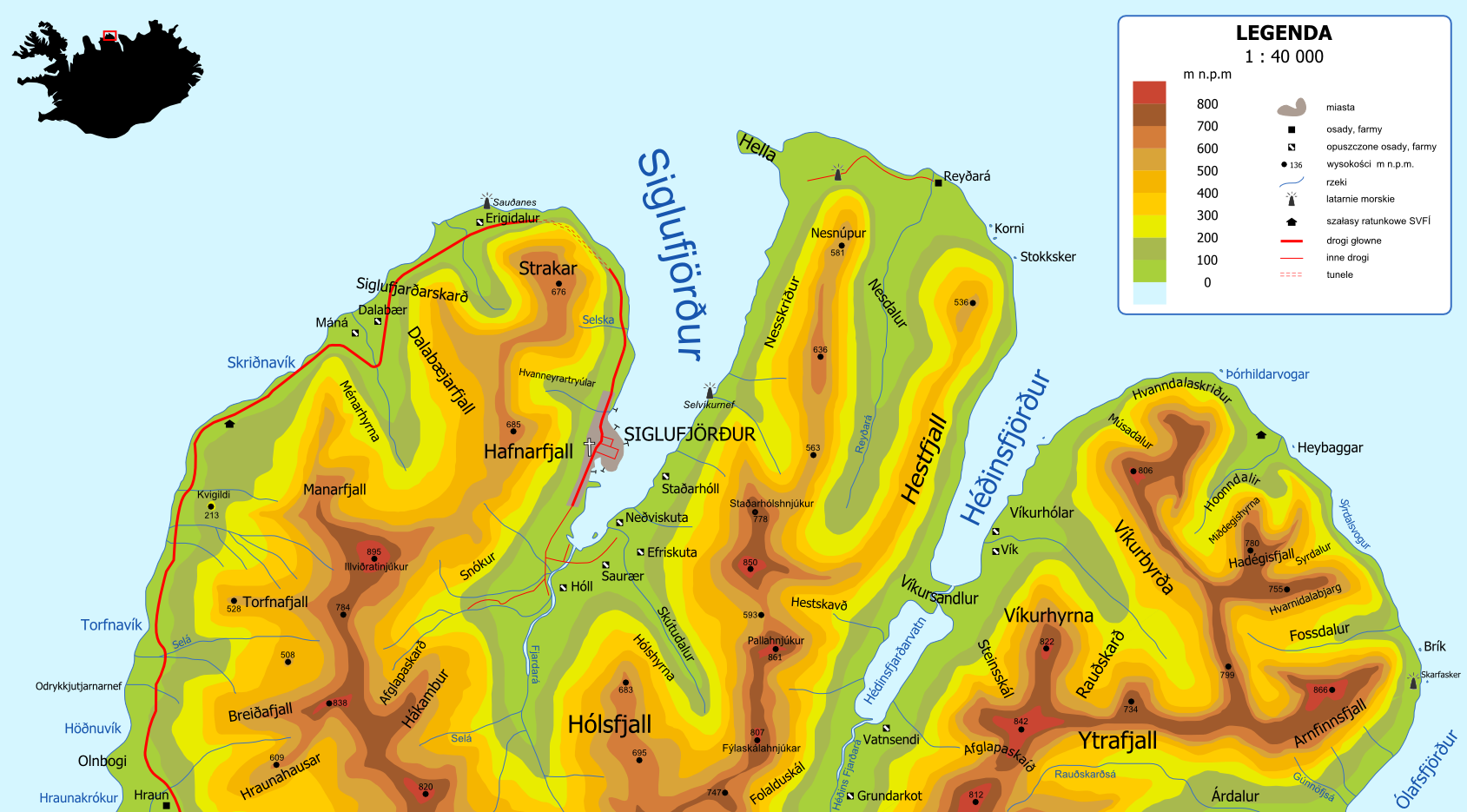
Położenie miasta w północnej części półwyspu Tröllaskagi

Siglufjörður rozwijało się intensywnie jako port rybacki i ośrodek połowu śledzi od początku XX wieku. W 1918 roku otrzymało prawa miejskie. W połowie XX wieku, w szczytowym okresie połowu śledzi, należało do największych osad na wyspie (ok. 3 tys. mieszk.). Po przetrzebieniu populacji śledzia miasto zaczęło podupadać i tracić ludność. Historię rybołówstwa w mieście przedstawia muzeum śledzia, największe na wyspie muzeum morskie i techniczne. W mieście działa także centrum muzyki ludowej, a co roku organizowany jest festiwal muzyki ludowej.
Współcześnie w mieście rozwija się turystyka. Sprzyja temu otwarcie tunelu drogowego Héðinsfjarðargöng w 2010 r., poprawiającego dostępność do głównego miasta regionu Akureyri i drogi krajowej nr 1. Popularna jest turystyka piesza w górach otaczających fiord Siglufjörður i sąsiadujący z nim, niezamieszkany fiord Héðinsfjörður. Latem popularne są obserwacje ptaków zamieszkujących okolice miasta.
W pobliżu miasta zlokalizowany jest port lotniczy Siglufjörður.
W Siglufjörður kręcono niektóre sceny popularnego islandzkiego serialu kryminalnego W pułapce.